# خطايا العالم السبع

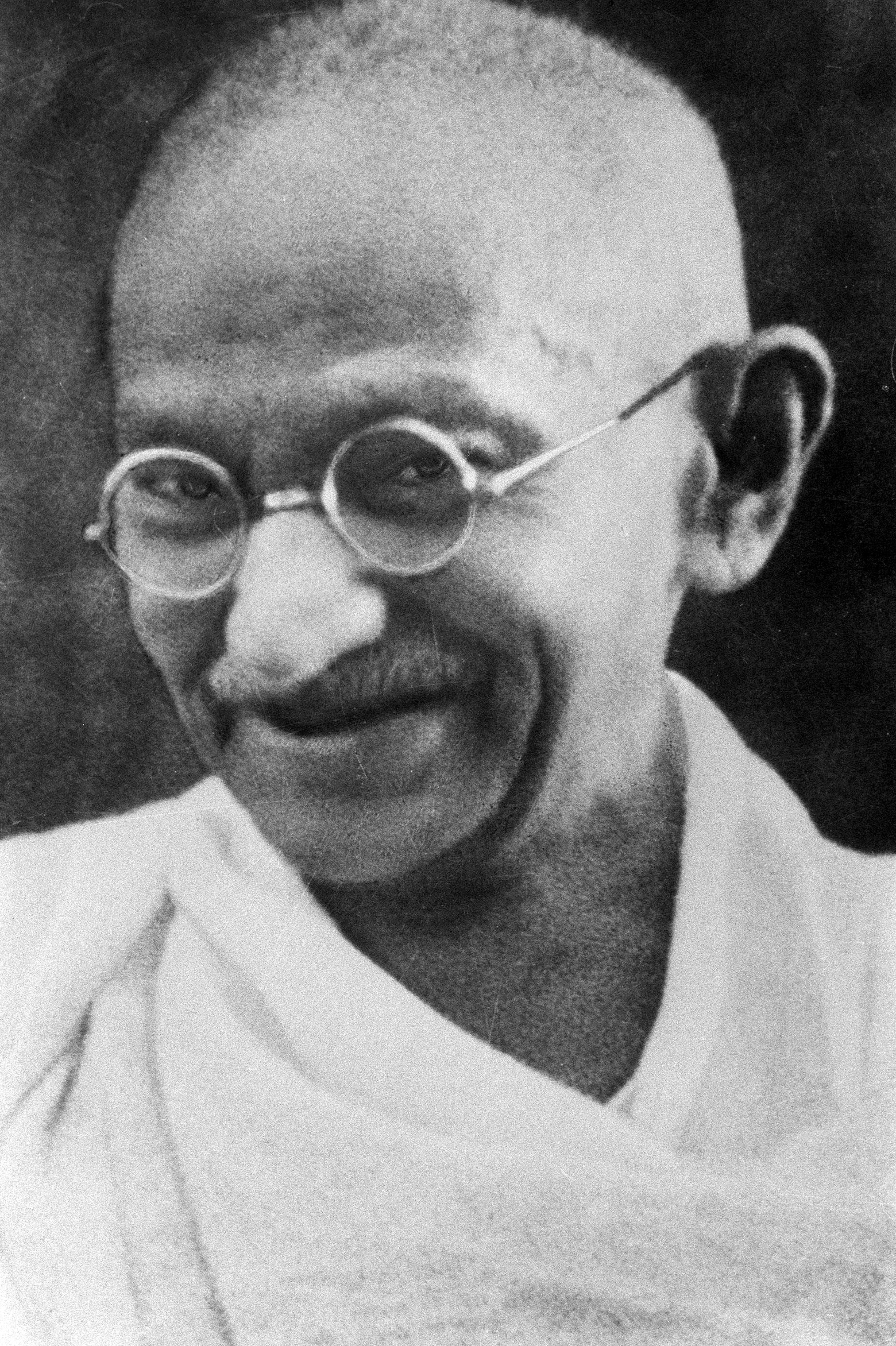

خطايا العالم السبع هي قائمة مكتوبة على ورقة أعطاها المهاتما غاندي لحفيده آرون غاندي في آخر يوم لهما سويًا قبل اغتيال الأول بفترة قليلة وهذه الخطايا هي:
- الثروة بدون العمل
- المتعة بدون الضمير
- المعرفة بدون الشخصية
- التجارة بدون الأخلاق
- العلم بدون الإنسانية
- العبادة بدون التضحية
- السياسة بدون المباديء

هذه القائمة نبعت من بحث غاندي عن جذور العنف، وقد أسماها العنف السلبي والقضاء على هذه القائمة هي أنسب وسيلة للحفاظ على الفرد أو المجتمع من الانحدار للعنف.
أضاف آرون غاندي لهذه القائمة الخطيئة الثامنة وهي الحقوق بدون المسؤليات. ووفقًا لآرون غاندي فإن الفكرة وراء الخطيئة الأولى تنبع من ممارسة الزامينداري الإقطاعية، ويرى أيضًا أن الخطيئة الأولى والثانية متداخلتان.